# Isonokami-jingū

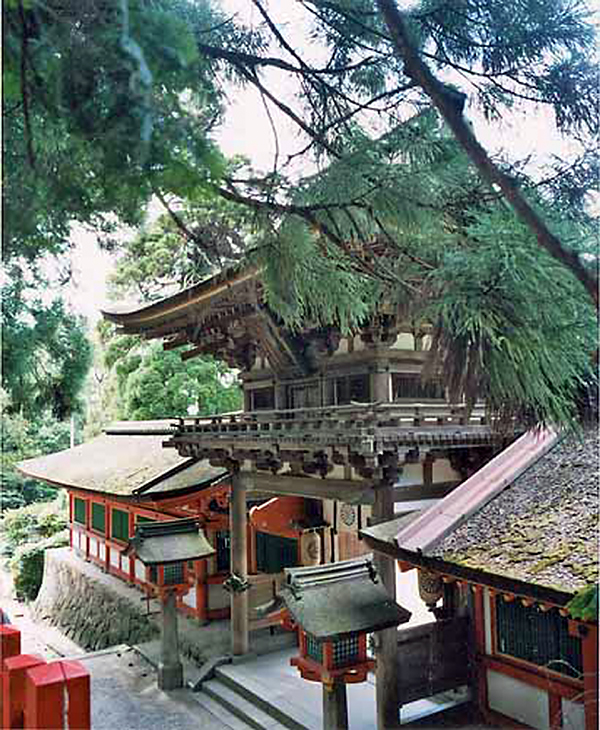
Ein Eingangstor des Isonokami-jingū

Der Isonokami-jingū (jap. 石上神宮) ist ein Shintō-Schrein in der Stadt Tenri in der Präfektur Nara in Japan. 
Der Isonokami-jingū liegt an dem 20 km langen Yamanobe-no-michi, früher wohl die älteste nationale Hauptverkehrsstraße Japans und mittlerweile ein Wanderweg. Der Schrein wird bereits in einem Gedicht im Man’yōshū, der ältesten japanischen Gedichtsammlung erwähnt. Darüber hinaus besitzt er Japans älteste Bethalle. 
Hauptgegenstand der Verehrung des Schreins ist das Schwert Futsu-no-mitama(-no-tsurugi), Kami des Schreins. Nach Ansicht mancher Shintō-Theologen handelt es sich dabei um das mitama Japans. Der Legende nach ist es das Schwert, mit dem Susanoo den Drachen Yamata-no-orochi erschlug und das Take-mika-dzuchi Jimmu am Kumano zukommen ließ, um Japan zu unterwerfen. Von Sujin-tennō soll es dann im Jahr 93 v. u. Z. im Schrein eingelagert worden sein, nachdem es sich vorher im kaiserlichen Palast befunden hatte. Das mitama des Schwert-Kami selbst hat einen eigenen Nebenschrein (sessha) auf dem Gelände.
Im honden sollen dem Tenson-hongi des Kojiki zufolge sich die zehn Schätze (die tokusa-no-kandakara im Kojiki) befinden, die Amaterasu einst Kushi-dama-nigi-haya-hi-no-mikoto gegeben haben soll, um damit über Yamato zu herrschen. Nigi-haya-hi gab diese dann an seinen Sohn, Umashi-maji-no-mikoto, der sie wiederum an Jimmu-tennō gab, wodurch sie dann schließlich ihren Platz im Schrein gefunden haben sollen. Ob die zehn Schätze tatsächlich existieren oder nur reine Symbole sind, ist umstritten. Der buddhistische Mönch Kūkai soll sie allerdings einst gesehen haben.
Im Inneren des Schreins befinden sich eine große Zahl an Waffen, eine besonders berühmte Reliquie ist das Nanatsusaya-no-tachi, ein siebenschneidiges Schwert aus dem Jahr 369. Der Überlieferung nach lagern auch 1.000 Schwerter (im Kojiki Quer-Schwerter, tachi; im Nihonshoki Kahakami-tomo bzw. Aka-hadaka-tomo, Karl Florenz übersetzt mit „Splitternackte Gruppe“, was andeuten soll, dass die Schwerter keine Scheiden hatten) als Geschenk von Suinin-tennō ein.
Der heiden des Isonokami-jingū ist ein Geschenk des Shirakawa-tennō, der im Schrein seit einiger Zeit auch als Kami verehrt wird.
Ursprünglich hatten die Mononobe, ein Adelsgeschlecht der Yamato-Zeit, die Schirmherrschaft über den Schrein inne. 
Seit der Meiji-Restauration ist das Priesteramt am Schrein nicht mehr erblich.
Im Schrein wird die Praktik einer speziellen spirituellen Übung (tama-furi) namens furube-no-kamu-waza gelehrt, die größtenteils aus Atemtechniken, Gebeten und bestimmten Bewegungen besteht. Der Reinigungs-Kami I-buki-do-nushi-no-kami, der über Heilungskräfte verfügen soll, fährt angeblich in die Gläubigen, die das tama-furi richtig ausführen.